# Revolutionsmuseum (Havanna)

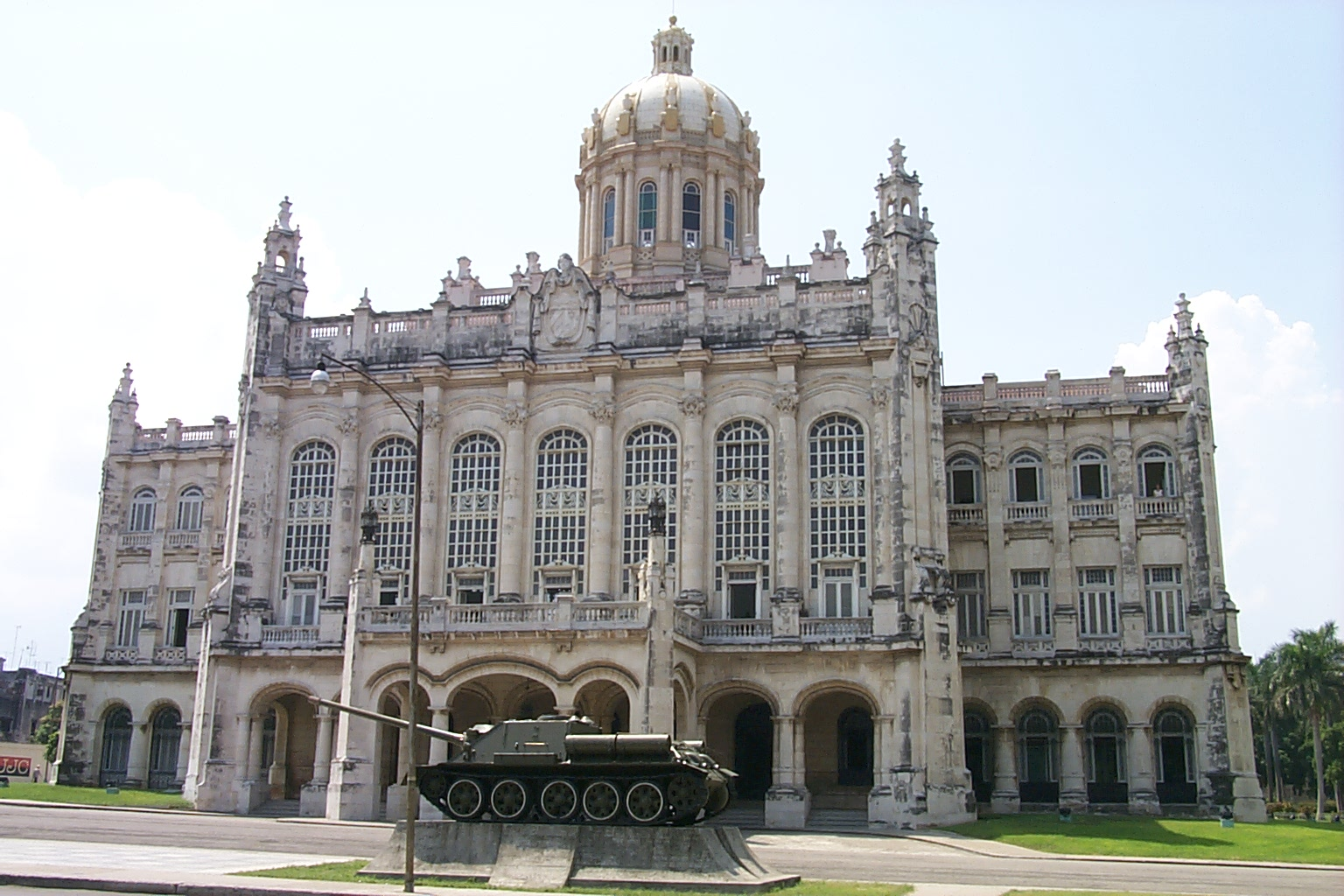
Museo de la Revolución

Das Revolutionsmuseum (spanisch Museo de la Revolución) in Havanna ist in den Räumlichkeiten des ehemaligen Präsidentenpalasts untergebracht. Das Gebäude wurde von den Architekten Carlos Maruri aus Kuba und Paul Belau (aus Belgien) im historistischen Stil errichtet und 1920 von Präsident Mario García Menocal erstbezogen. Nach der Vertreibung von Präsident Fulgencio Batista wurde es seinem heutigen Zweck gewidmet. Es zeigt nun Memorabilia der kubanischen Revolution, unter anderem auch das bekannte Boot Granma.

## Galerie

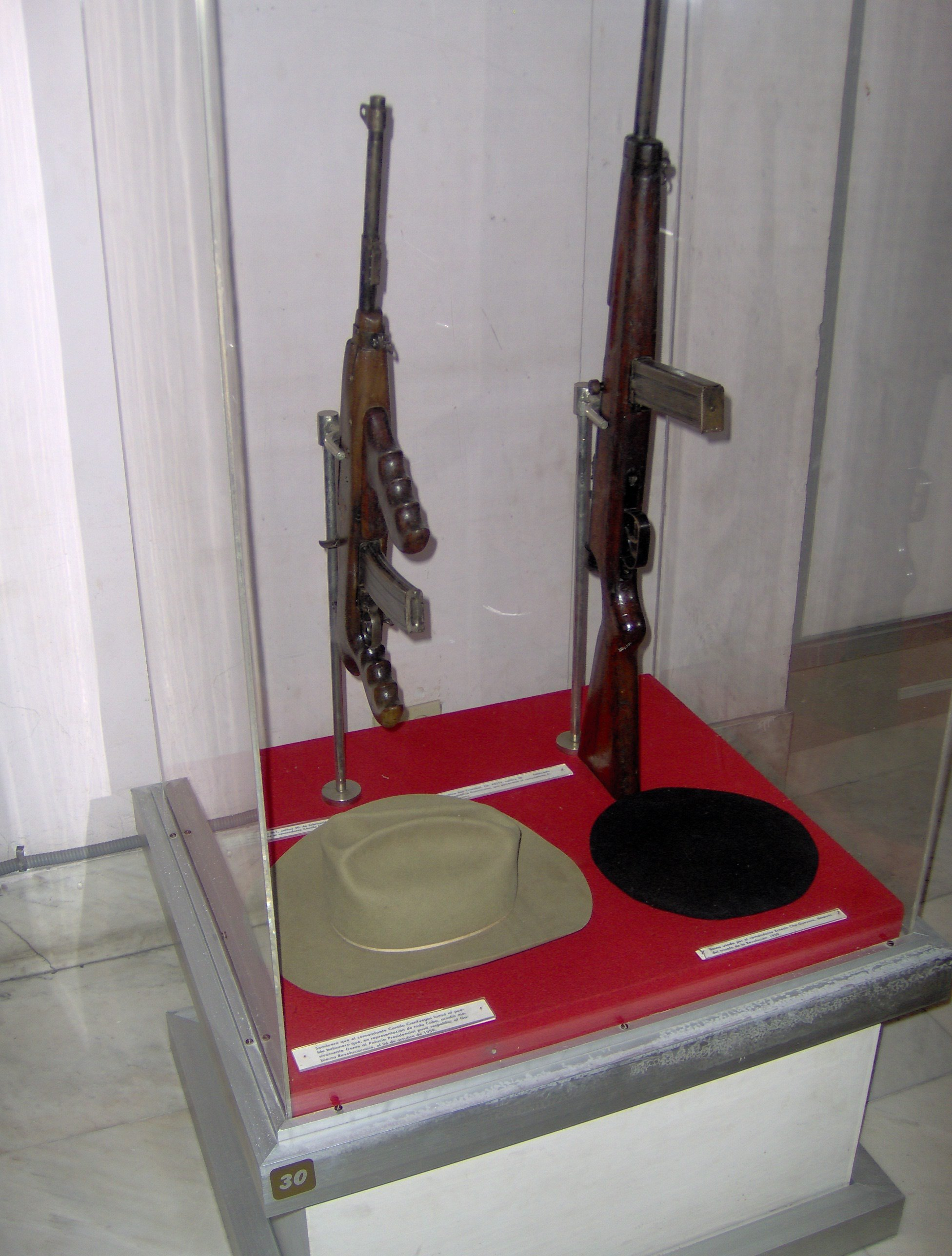
Waffen (links: M1 Carbine) und Kappen von Camilo Cienfuegos und Che Guevara
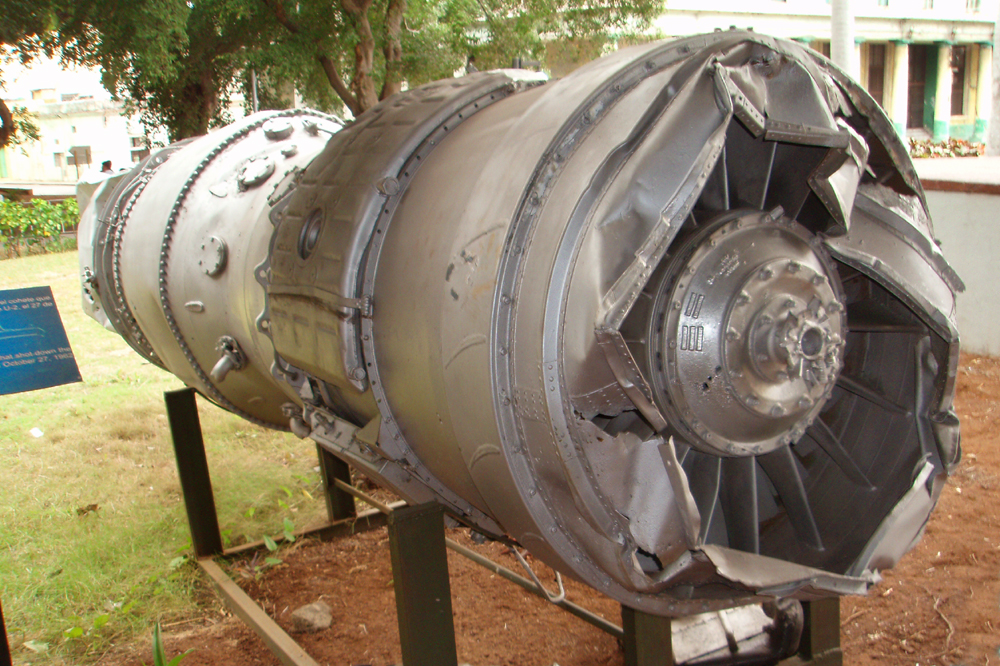
Motor einer abgeschossenen Lockheed U-2
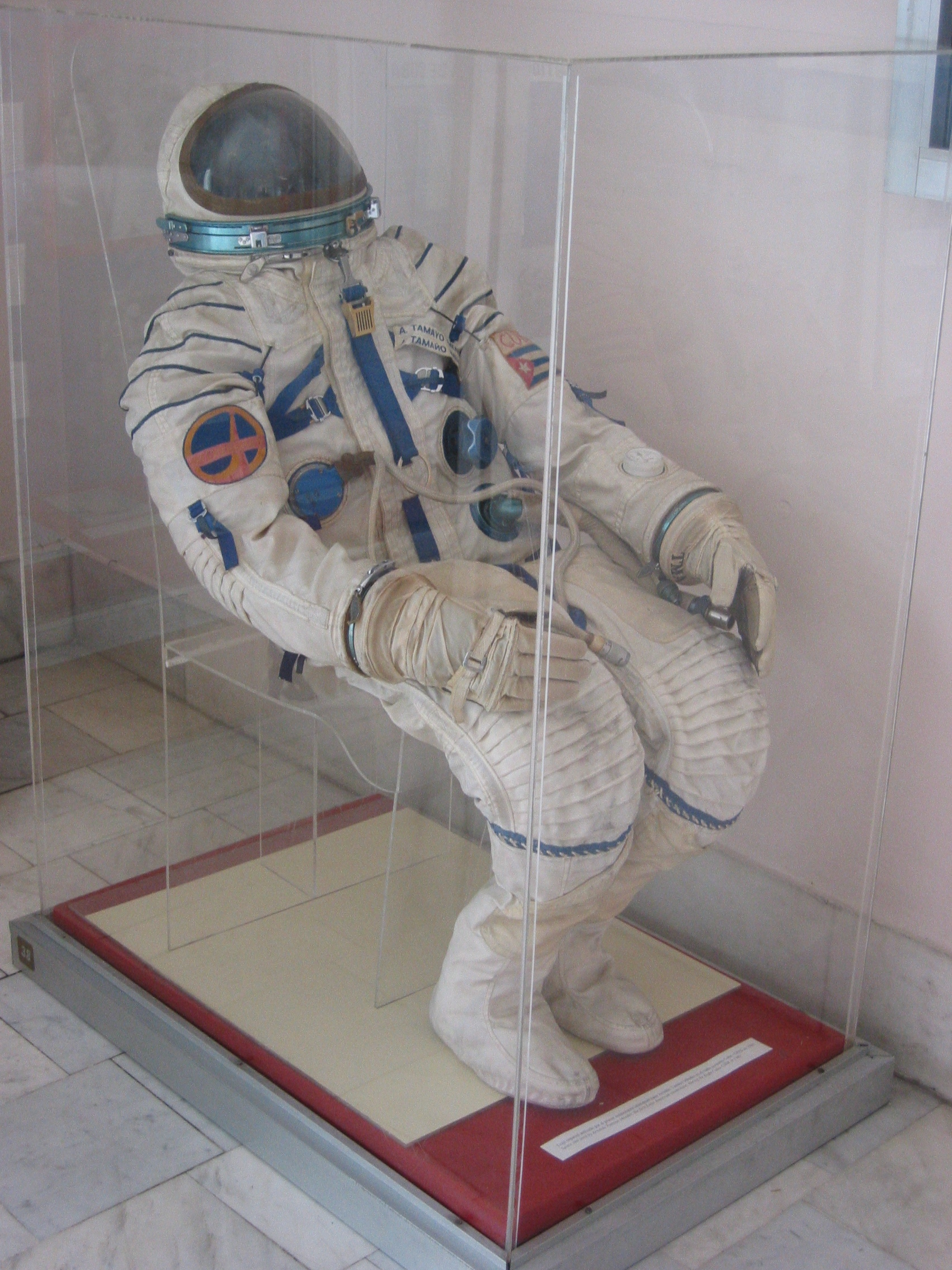
Raumanzug des kubanischen Kosmonauten Arnaldo Tamayo Méndez
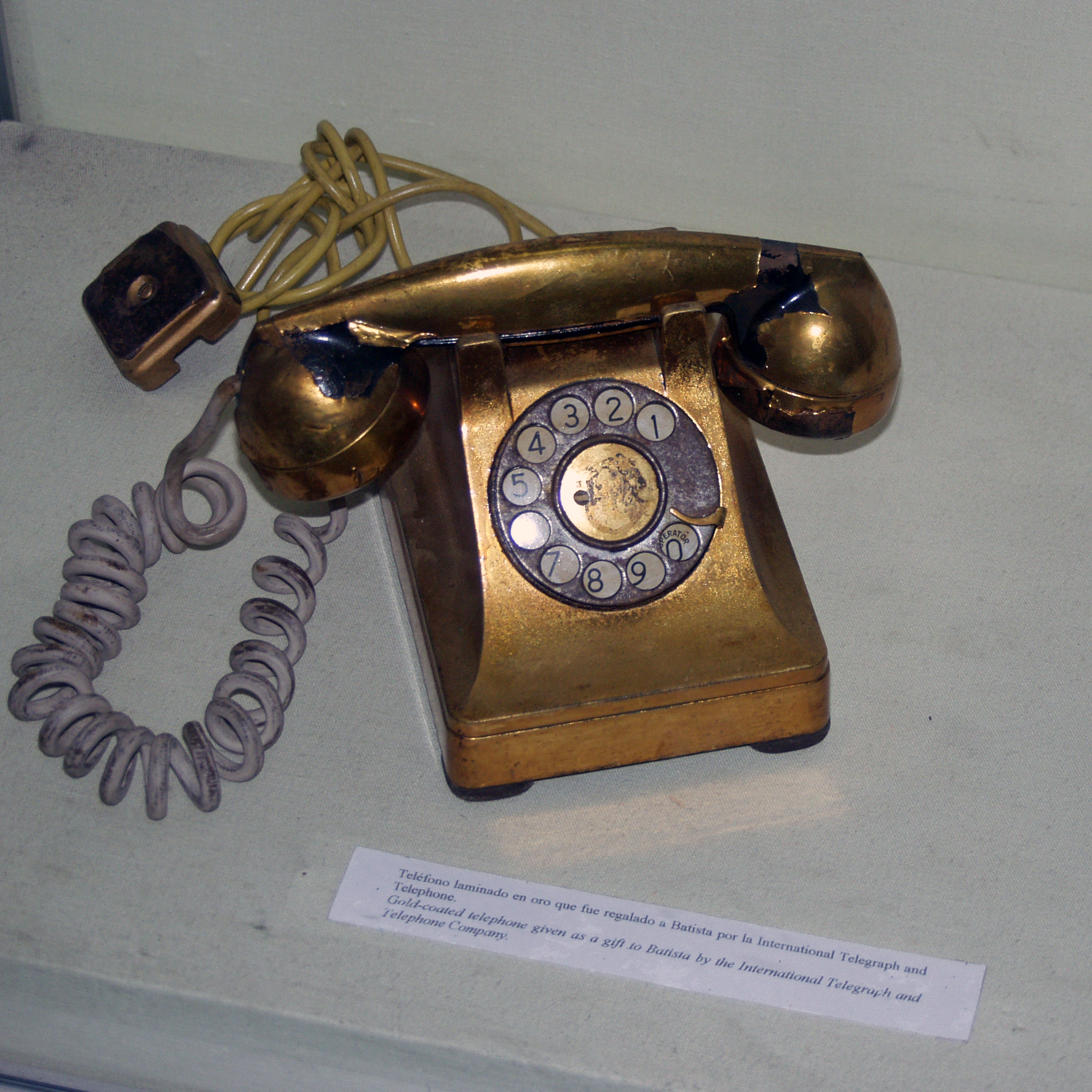
Batistas vergoldetes Telefon
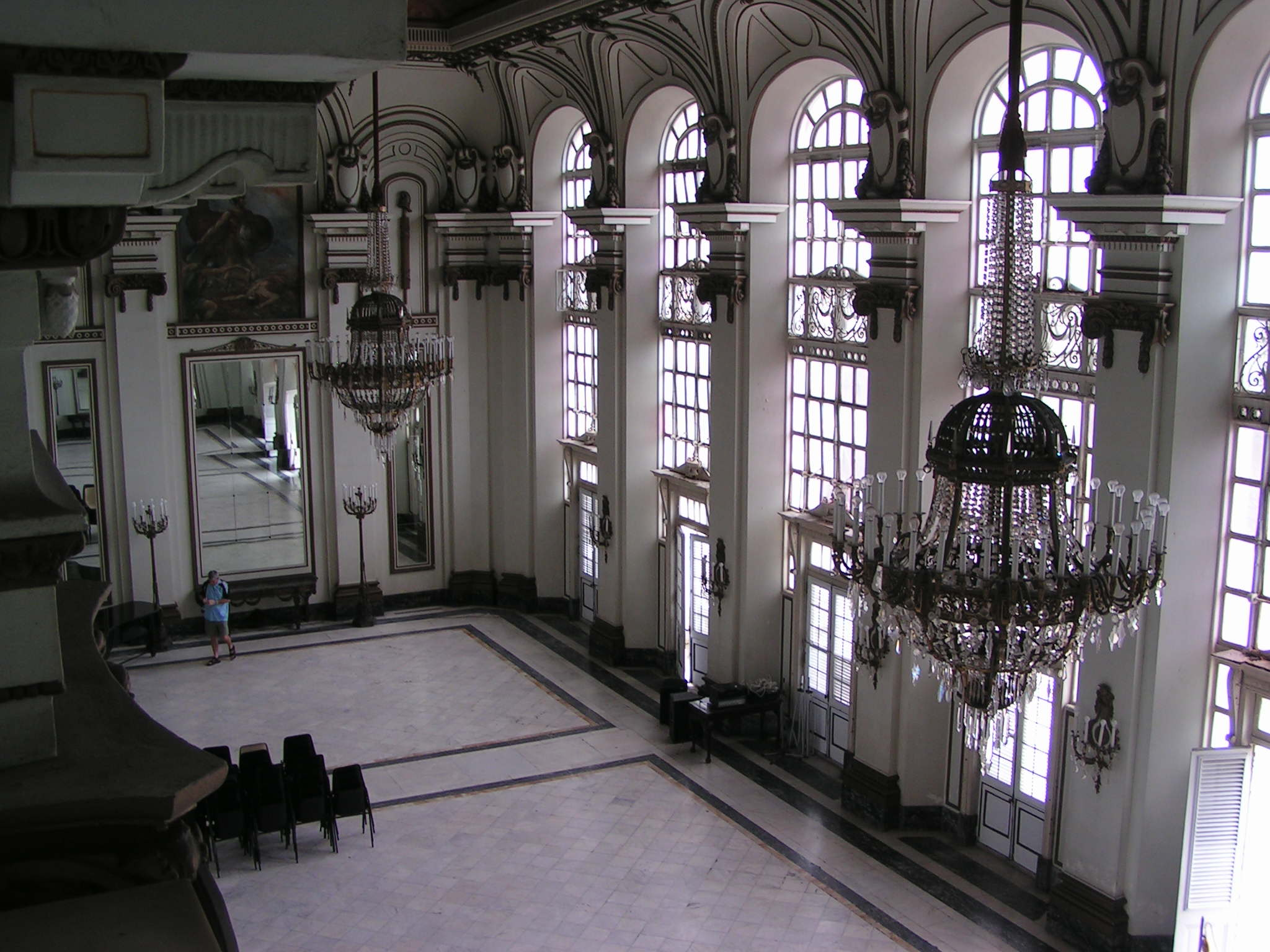
Ballsaal